# حرکت توده‌ای

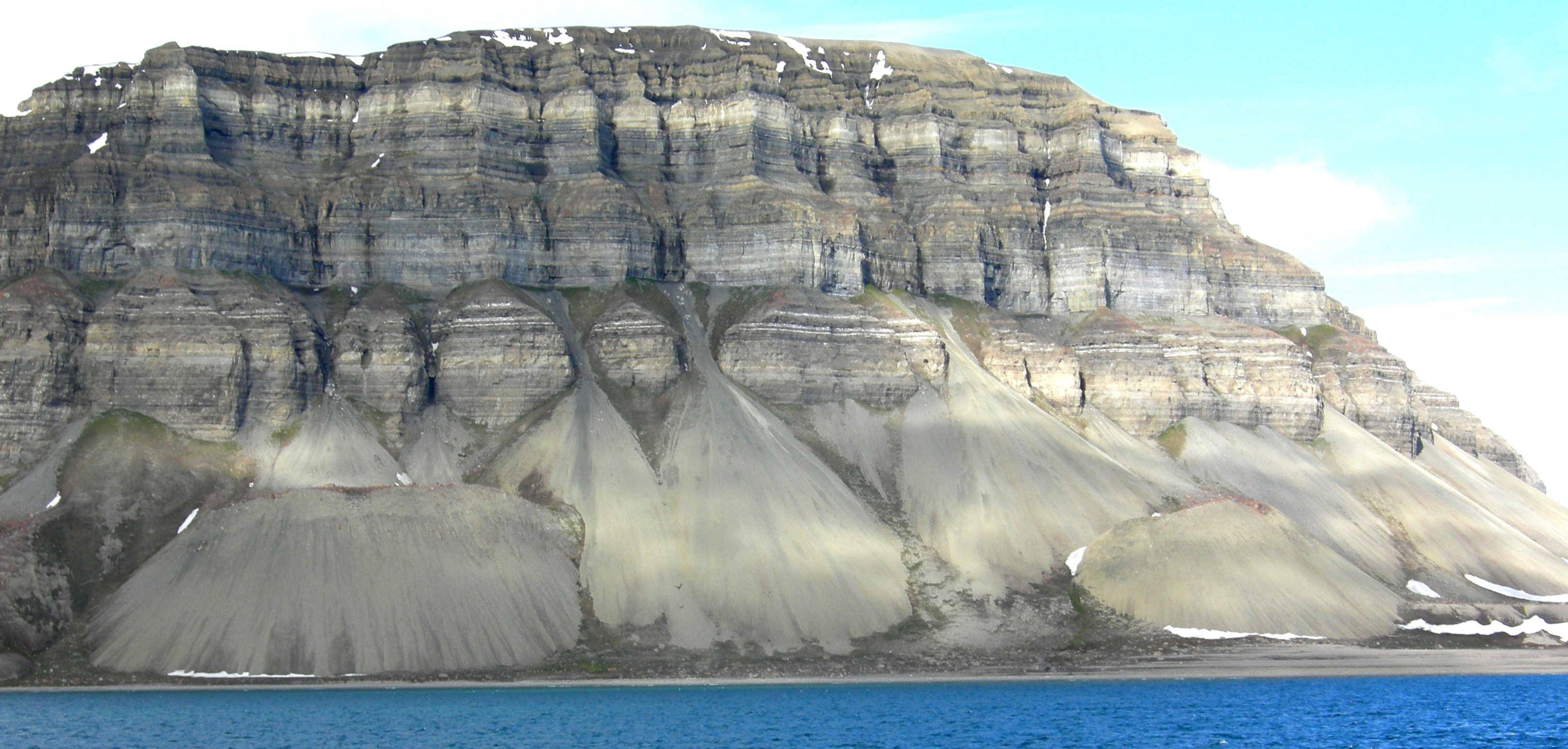
تالوس‌های تشکیل‌شده بر اثر فرایندهای دامنه‌ای در سوالبارد نروژ.

حرکت توده‌ای (انگلیسی: Mass wasting) که حرکت دامنه‌ای و فرایند دامنه‌ای نیز نامیده می‌شود، فرایندهای ژئومورفیکی است که بر اثر آن خاک، ماسه، سنگ‌پوشه و سنگ به شکل توده‌ای و عمدتاً بر اثر نیروی گرانش و نیز بر اثر آب موجود در زیر زمین و جریان‌های گِلی به پایین دامنه جابه‌جا می‌شوند. انواع حرکت دامنه‌ای شامل زمین‌خزه، لغزش، ریزش و … است که بسته به ویژگی‌های هر کدام از آن‌ها و محل وقوع، ممکن است از چند ثانیه تا چندین سال به طول انجامد. حرکت دامنه‌ای هم در محیط‌های خشکی و هم در دامنه‌های زیر دریا روی می‌دهد و در زمین، مریخ، ناهید و آیو (قمر سیاره مشتری) دیده شده‌است.